# Courir à travers les champs de blé
« Courir à travers les champs de blé » (en anglais : running through fields of wheat) est une expression employée le 5 juin 2017 par la Première ministre britannique Theresa May, au cours d'une interview dans l'émission d'actualité Tonight de la chaîne ITV News. En réponse à la question de la journaliste Julie Etchingham lui demandant quelle était « la chose la plus vilaine » qu'elle ait jamais faite, May évoque par ces mots ses incursions dans les champs de céréales durant son enfance. Objet de nombreuses parodies, l'expression devient par la suite un mème Internet.

## Contexte
Le 5 juin 2017, Theresa May aborde la dernière ligne droite de sa campagne pour les élections générales du jeudi suivant, qu'elle a elle-même convoquées deux mois plus tôt. C'est dans ce cadre qu'elle donne une interview dans l'émission Tonight de la chaîne ITV News, où elle revient notamment sur son enfance de fille de vicaire. Elle décrit sa vie d'enfant comme étant très marquée par la lecture, expliquant que l'absence de frères et sœurs avec qui jouer l'a amenée à apprendre à s'occuper seule.
C'est alors que la journaliste Julie Etchingham lui pose la question :
« What's the naughtiest thing you ever did? »
« Quelle est la chose la plus vilaine que vous ayez jamais faite ? »
Theresa May se montre d'abord hésitante, mais, face à l'insistance d'Etchingham, elle finit par répondre, :
« Well, nobody is ever perfectly behaved, are they? I mean, you know, there are times when… I have to confess, when me and my friend, sort of, used to run through the fields of wheat — the farmers weren’t too pleased about that. »
« Eh bien, personne ne se comporte toujours parfaitement, n'est-ce pas ? C'est-à-dire que, voyez vous, il y a eu des moments où… je dois l'avouer, où moi et un(e) ami(e), nous avions en quelque sorte l'habitude de courir à travers les champs de blé — les agriculteurs n'en étaient pas très contents. »

## Réactions et postérité
Lors d'un discours au festival de Glastonbury, le leader travailliste Jeremy Corbyn déclare en plaisantant que courir à travers les champs de blé était un comportement « terrible ». De façon plus analytique, Elle Hunt, du Guardian, soutient que la réponse de May est non seulement peu crédible — « on peut imaginer que même le plus studieux des enfants est capable de bêtises plus notables que de susciter une irritation fugace chez les agriculteurs locaux » —, mais aussi d'une totale platitude, soulignant qu'une anecdote plus savoureuse aurait été l'occasion pour May d'humaniser son image. Pour Media Mole du New Statesman, May a d'ailleurs été « bien plus vilaine » au cours de sa carrière politique, notamment par la dureté de ses politiques envers les migrants (en) et les Européens.
La phrase sur les « champs de blé », largement reprise dans les médias, devient par la suite une expression étroitement associée à la Première Ministre,. L'ampleur du phénomène est telle qu'un certain nombre d'individus annoncent leur intention d'aller eux-mêmes courir à travers les champs de blé, suscitant une certaine inquiétude quant aux dégâts qu'un tel comportement pourrait causer aux cultures. Près de 30 000 personnes s'inscrivent ainsi sur Facebook à un événement intitulé Running through a field of wheat (« Courir à travers un champ de blé »), censé avoir lieu dans le Norfolk du 23 au 24 juin 2017, et 59 000 autres se déclarent curieuses d'y assister. Il apparaît rapidement qu'il s'agit d'une plaisanterie, ce qui n'empêche pas un porte-parole de l'Union nationale des agriculteurs (National Union of Farmers) de déclarer au Telegraph : « Nous souhaitons la bienvenue aux membres du public désireux de profiter de la campagne de façon responsable, mais conformez-vous aux droits de passages, ainsi que vos chiens, et respectez le Code de la ruralité,. »
Deux ans plus tard, lors de la campagne pour la direction du Parti conservateur de 2019, c'est au tour du favori Boris Johnson de tourner en dérision l'expression de May, se faisant photographier près de son domicile dans l'Oxfordshire en pleine re-création d'une course dans ce que les médias décrivent comme un champ de blé. Par la suite, à l'approche de la fin de son mandat, May déclare : « L'une des choses les plus stupides que j'aie jamais faites a été de répondre à cette question, mais maintenant c'est fait, ».